# Onorato I di Monaco
Onorato I di Monaco (Monaco, 16 dicembre 1522 – Monaco, 7 ottobre 1581) è stato Signore di Monaco dal 22 agosto 1523 fino alla sua morte.

## Biografia

### Infanzia

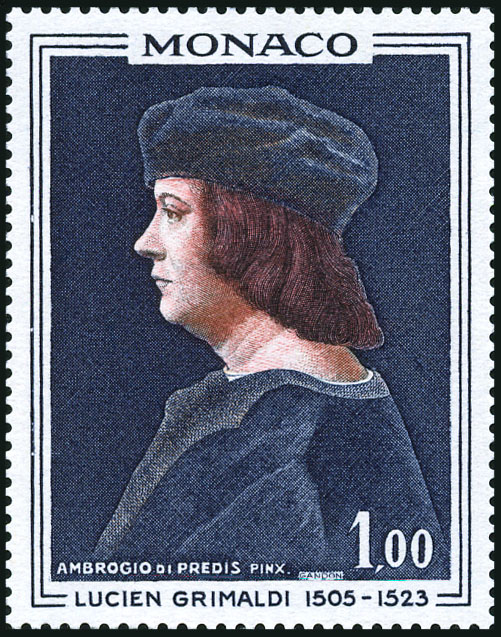
Luciano, signore di Monaco

Onorato era il figlio minore di Luciano (1487-1523), Signore di Monaco, e di Jeanne De Pontevès-Cabanes. 

### Ascesa

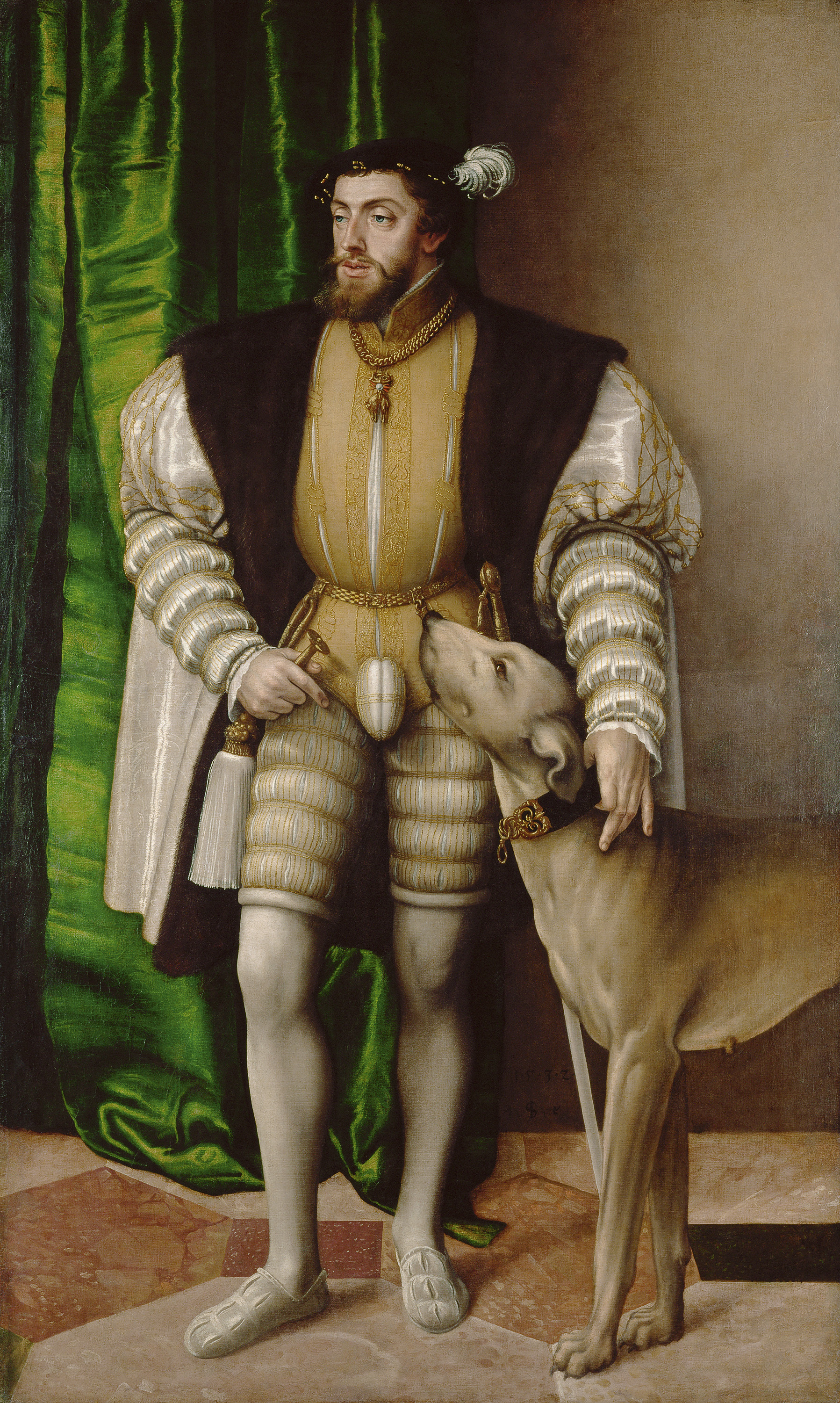
L'imperatore Carlo V ritratto da Jakob Seisenegger nel 1532

Egli divenne Signore di Monaco all'età di nove mesi, dopo l'assassinio del padre, il 22 agosto 1523. Venne nominato quindi un reggente per il giovane Signore, nella forma di suo zio, Agostino Grimaldi (1482-1532). Sotto il governo del padre di Onorato, Monaco era divenuta soggetta alla Francia grazie all'operato del Re Francesco I. Agostino Grimaldi guidò altre relazioni diplomatiche e nel siglare i trattati di Burgos e Tordesillas (1524), prospettò anche l'alleanza con la Spagna dell'Imperatore Carlo V. Monaco divenne così un protettorato della Spagna, consentendo al paese di espandersi e svilupparsi. L'alleanza con la Spagna rimase sino al 1641, e pesò gravemente sulla pressione fiscale di Monaco.

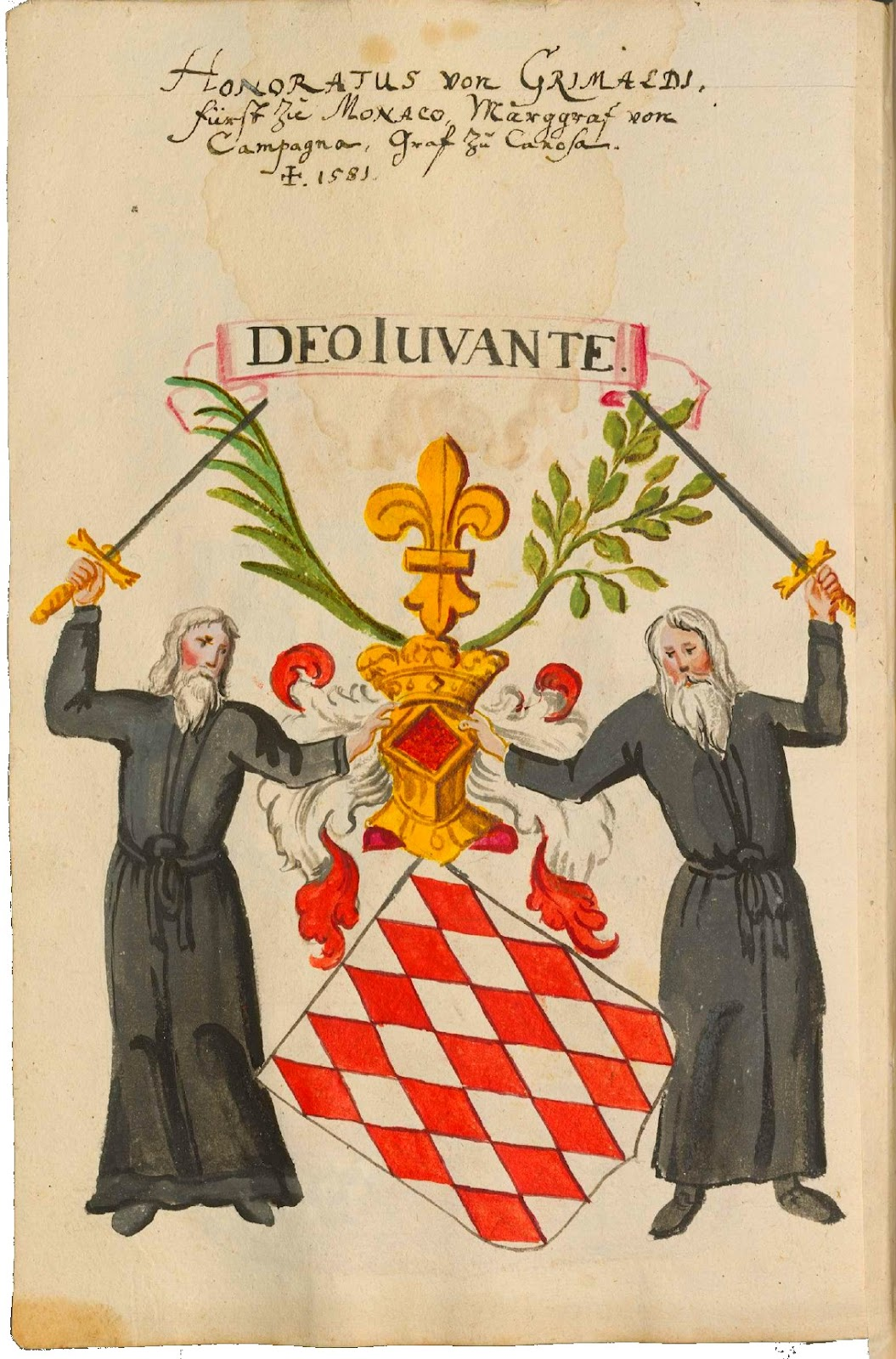
Stemma di Monaco in un codice bavarese

Agostino Grimaldi morì il 14 aprile 1532, mentre Onorato era ancora minorenne, e venne perciò scelto per lui un nuovo reggente. Nicola Grimaldi, il successore di Agostino, governò per soli nove giorni e venne perciò nominato al suo posto Stefano Grimaldi (m. 1561), da Genova, conosciuto col soprannome di il Governatore, il quale assurse alla carica di reggente il 23 aprile 1532. Stefano rimase in reggenza sino al 16 dicembre 1540, quando Onorato raggiunse la maggiore età e fu responsabile dei restauri e degli abbellimenti apportati alla chiesa di San Nicola di Monaco.

### Matrimonio
Nel 1545, Onorato I sposò Isabella Grimaldi (m. 1583). La coppia ebbe quattro figli.

### Signore di Monaco

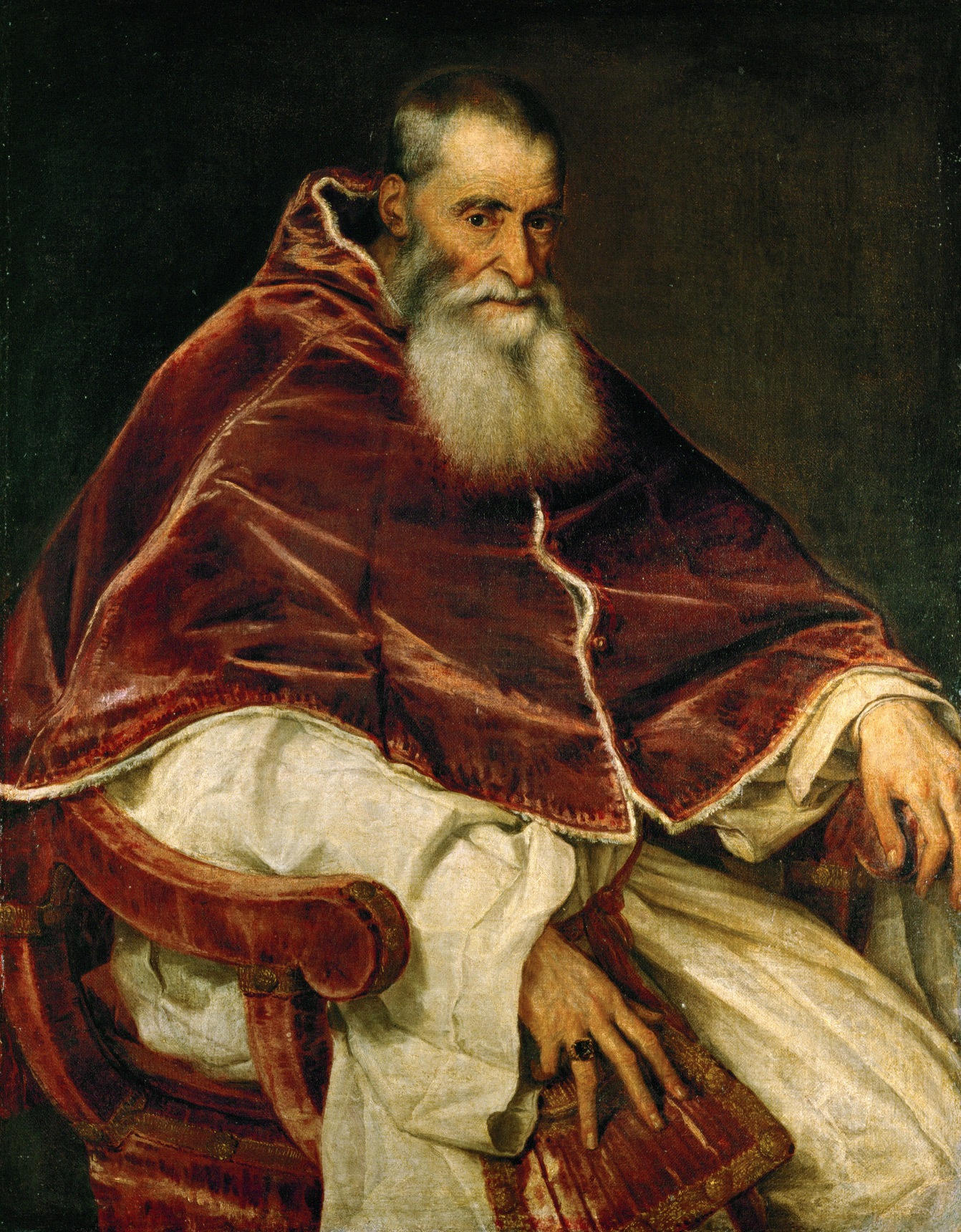
Tiziano, Ritratto di Paolo III (1543), Museo nazionale di Capodimonte (Napoli)

Il periodo di signoria di Onorato I fu relativamente calma e pacifica ed egli stesso venne ricordato per il proprio coraggio e per il proprio valore.
Durante la sua reggenza, venne restaurato e ingrandito il Palazzo reale di Monaco e Carlo V vi giunse in visita nel 1529.
Anche papa Paolo III visitò Monaco, nel corso del suo viaggio verso Nizza dove tenne un concilio, proprio durante il regno di Onorato I.

### Morte
Il Signore di Monaco morì il 7 ottobre 1581 a Monaco.

## Discendenza
Onorato I e Isabella Grimaldi (m. 1583) ebbero quattro figli:
- Carlo  (1555-17 maggio 1589)
- Francesco (1557-1586)
- Orazio (1558-1559)
- Ercole (24 settembre 1562-21 novembre 1604)

## Ascendenza
|                              |                             |                             | Genitori                |  |  | Nonni |  |  | Bisnonni                             |  |  | Trisnonni                         |  |
|                              |                             |                             |                         |  |  |       |  |  | Niccolò Grimaldi, signore di Antibes |  |  | Luca Grimaldi, signore di Antibes |  |
|                              |                             |                             |                         |  |  |       |  |  | Niccolò Grimaldi, signore di Antibes |  |  | Luca Grimaldi, signore di Antibes |  |
|                              |                             | Giovanna Grimaldi           |                         |  |  |       |  |  | Niccolò Grimaldi, signore di Antibes |  |  |                                   |  |
| Lamberto Grimaldi            |                             |                             |                         |  |  |       |  |  | Niccolò Grimaldi, signore di Antibes |  |  |                                   |  |
|                              |                             | Cesarina Doria              | Giovanni Doria          |  |  |       |  |  |                                      |  |  |                                   |  |
|                              |                             | Cesarina Doria              | Giovanni Doria          |  |  |       |  |  |                                      |  |  |                                   |  |
|                              |                             | Cesarina Doria              | Inglesia Doria          |  |  |       |  |  |                                      |  |  |                                   |  |
| Luciano I di Monaco          |                             | Cesarina Doria              |                         |  |  |       |  |  |                                      |  |  |                                   |  |
|                              |                             | Catalano di Monaco          | Giovanni I di Monaco    |  |  |       |  |  |                                      |  |  |                                   |  |
|                              |                             | Catalano di Monaco          | Giovanni I di Monaco    |  |  |       |  |  |                                      |  |  |                                   |  |
|                              |                             | Catalano di Monaco          | Pomellina Fregoso       |  |  |       |  |  |                                      |  |  |                                   |  |
| Claudina di Monaco           |                             | Catalano di Monaco          |                         |  |  |       |  |  |                                      |  |  |                                   |  |
|                              |                             | Bianca Del Carretto         | Galotto I Del Carretto  |  |  |       |  |  |                                      |  |  |                                   |  |
|                              |                             | Bianca Del Carretto         | Galotto I Del Carretto  |  |  |       |  |  |                                      |  |  |                                   |  |
|                              |                             | Bianca Del Carretto         | Vannina Adorno          |  |  |       |  |  |                                      |  |  |                                   |  |
| Onorato I di Monaco          |                             | Bianca Del Carretto         |                         |  |  |       |  |  |                                      |  |  |                                   |  |
|                              | Antoine de Pontevès-Cabanes | Antoine de Pontevès-Cabanes |                         |  |  |       |  |  |                                      |  |  |                                   |  |
|                              | Antoine de Pontevès-Cabanes | Antoine de Pontevès-Cabanes |                         |  |  |       |  |  |                                      |  |  |                                   |  |
|                              | Antoine de Pontevès-Cabanes | Nicolase de Montfalcon      |                         |  |  |       |  |  |                                      |  |  |                                   |  |
| Tanneguy de Pontevès-Cabanes | Antoine de Pontevès-Cabanes |                             |                         |  |  |       |  |  |                                      |  |  |                                   |  |
|                              |                             | Jaumette Monge              | Antoine Monge           |  |  |       |  |  |                                      |  |  |                                   |  |
|                              |                             | Jaumette Monge              | Antoine Monge           |  |  |       |  |  |                                      |  |  |                                   |  |
|                              |                             | Jaumette Monge              | Marie de Quiqueran      |  |  |       |  |  |                                      |  |  |                                   |  |
| Jeanne de Pontevès-Cabanes   |                             | Jaumette Monge              |                         |  |  |       |  |  |                                      |  |  |                                   |  |
|                              |                             | Louis de Villeneuve         | Antoine de Villeneuve   |  |  |       |  |  |                                      |  |  |                                   |  |
|                              |                             | Louis de Villeneuve         | Antoine de Villeneuve   |  |  |       |  |  |                                      |  |  |                                   |  |
|                              |                             | Louis de Villeneuve         | Philippine de Glandevès |  |  |       |  |  |                                      |  |  |                                   |  |
| Jeanne de Villeneuve         |                             | Louis de Villeneuve         |                         |  |  |       |  |  |                                      |  |  |                                   |  |
|                              |                             | Colette de Castillon        | Charles de Castillon    |  |  |       |  |  |                                      |  |  |                                   |  |
|                              |                             | Colette de Castillon        | Charles de Castillon    |  |  |       |  |  |                                      |  |  |                                   |  |
|                              |                             | Colette de Castillon        | Madeleine de Quiqueran  |  |  |       |  |  |                                      |  |  |                                   |  |
|                              |                             | Colette de Castillon        |                         |  |  |       |  |  |                                      |  |  |                                   |  |